# Cerebro de Los Pollos
Cerebro de Los Pollos (hiszp. "mózg kurczaków") – rodzaj koktajlu alkoholowego składającego się z likieru miętowego, wódki i likieru Bailey's.